# مقرن (اسم)
مقرن هو اسم علم مذكر من أصل عربي، ومعناه هو الجامع الشاد بين شيئين أو حيوانين المصاحب العشير الزوج الصديق من الفعل أقرن.

## شخصيات تحمل الاسم
- مقرن المقيرن (لاعب كرة قدم سعودي، 21 يوليو 1989 – )
- مقرن بن زامل ( – 1521)
- مقرن بن سعود بن عبد العزيز آل سعود (1950 – 1983)
- مقرن بن عبد العزيز آل سعود (وليُّ العهد سابقاً ونائب رئيس مجلس الوزراء الأسبق في المملكة العربية السعودية، 15 سبتمبر 1945 – )

## وصلات خارجية
- موسوعة السلطان قابوس لأسماء العرب